# Antillolpium cubanum
Antillolpium cubanum es una especie de arácnido del orden Pseudoscorpionida de la familia Olpiidae.

## Distribución geográfica
Se encuentra en Cuba.